# Mustapha Bidoudane
Mustapha Bidoudane est un ancien footballeur marocain né le 18 juin 1976 à Rabat, il jouait au poste d'attaquant. Il fut à trois reprises meilleur buteur du championnat du Maroc.

## Biographie
Débuts
Mustapha Bidouane est né le 18 juin 1976 dans le quartier Yacoub El Mansour à Rabat. Il ne tardera pas à attirer l'attention des recruteurs de l'équipe de l'ASLM Finances où il retrouvera ses copains Samir Ben Amrou, Salah Sibaoueh et Hicham Zerouali.
Premier contrat
C'est en 1991-1992 sur insistance de quelques amis qu'il a signé une licence dans l'équipe du ministère des Finances où il devient le buteur de l'équipe.
Le FUS
Ce fut le Fath de Rabat qui réussit à convaincre l'ASLM Finances. Il réussira à remporter avec le FUS le titre du meilleur buteur lors de la saison 1999-2000 avec 17 buts inscrits. Toujours avide de progresser, Bidoudane va tenter une première expérience professionnelle en 2000 avec le Chabab d'Arabie Saoudite (sous forme de prêt).
Avec cette équipe, il a joué à peine huit mois au cours desquels il a réussi à inscrire 5 buts puis il revient au Fath en 2001.
Raja de Casablanca
Bidoudane retrouvera toutes ses sensations de buteur et sera très vite sollicité par les plus grands clubs du Royaume et notamment par le Raja de Casablanca. À son arrivée au Raja, Bidoudane remportera deux titres successifs du meilleur buteur du championnat (2002-2003 et 2003-2004). Il s'adjugera un championnat, une coupe du Trône et une coupe de la CAF.
La Russie
En 2005, il est sollicité par l'équipe du FK Rostov en Russie avec laquelle il passera une saison sous forme de prêt et inscrira sept buts (3 en coupe et 4 en championnat). De retour au pays, Bidoudane a signé un nouveau contrat avec le Raja jusqu'en 2007. Avec les « Verts », Bidoudane a été entraîné par Henri Michel, Walter Meeuws, Alain Fiard, Casimiro, Nejmi et Oscar Fullone.
De Fès vers la Tunisie
Mais son histoire avec le Raja allait prendre fin à la suite de sa mésentente avec l'entraîneur rajaoui Oscar Fullone. La nouvelle destination de Bidoudane sera le MAS de Fès. Il y jouera pour une année, lors de la saison 2006-2007. Ces bonnes prestations allaient attirer l'œil du Club Africain de Tunis qui allait recruter le joueur mais son passage au Club Africain ne sera pas une réussite.
Le WAC
Lors de l'été 2007, Bidogoal (tel qu'il est surnommé par les supporters rouges) signera un contrat de 3 ans avec le Wydad AC dont il sera le realisateur du 17e titre de la Botola Pro1. Le 2 juillet 2010, il rejoint les FAR de Rabat, avant que le club résilie le contrat dont il retourne alors au WAC.

## Sélections en équipe nationale
| Caps | Date       | Match                 | Lieu       | Score | Compétition    | But |
| 1    | 22/04/2000 | Maroc - Gambie        | Casablanca | 2 - 0 | Elim. CM 2002  | --  |
| 2    | 17/06/2000 | Namibie - Maroc       | Windhoek   | 0 - 0 | Elim. CM 2002  | --  |
| 3    | 02/09/2000 | Gabon - Maroc         | Libreville | 2 - 0 | Elim. CAN 2002 | --  |
| 4    | 22/11/2000 | Maroc - Libye         | Casablanca | 0 - 0 | Amical         | --  |
| 5    | 07/09/2002 | Gabon - Maroc         | Libreville | 0 - 1 | Elim. CAN 2004 | --  |
| 6    | 03/10/2002 | Maroc - Niger         | Rabat      | 6 - 1 | Amical         | 1   |
| 7    | 13/10/2002 | Maroc - Guinée Equat. | Rabat      | 5 - 0 | Amical         | 1   |
| 8    | 20/11/2002 | Maroc – Mali          | Rabat      | 1 - 3 | Amical         | --  |
| 9    | 12/02/2003 | Sénégal - Maroc       | Paris      | 0 - 1 | Amical         | --  |
| 10   | 30/04/2003 | Maroc – Côte d’Ivoire | Rabat      | 0 - 1 | Amical         | --  |
| ---- | ---------- | --------------------- | ---------- | ----- | -------------- | --- |

## Palmarès
Avec le Raja de Casablanca :
- 2003 : Vainqueur de la Coupe de la CAF
- 2004 : Champion du Maroc
- 2005 : Vainqueur de la Coupe du Trône
- 2006 : Vainqueur de la Ligue des champions arabes

Avec le Club africain :
- 2007 : Vice-champion de Tunisie

Avec le Wydad AC :
- 2008 : Finaliste de la Ligue des champions arabes
- 2009 : Finaliste de la Ligue des champions arabes
- 2010 : Champion du Maroc

Avec l'équipe du Maroc :
- 2004 : Finaliste de la CAN 2004

## Statistiques
Championnat du Maroc de football :
- Meilleur buteur en : 1999-2000, 2002-2003, 2003-2004.

## Décorations
- Officier de l'ordre du Trône — Le 14 février 2004, il est décoré officier de l'ordre du Wissam al-Arch[1] — ordre du Trône[2] — par le roi Mohammed VI au Palais royal de Rabat[3].